# Llista de monuments de Folgueroles
Llista de monuments de Folgueroles inclosos en l'Inventari del Patrimoni Arquitectònic Català pel municipi de Folgueroles (Osona). Inclou els inscrits en el Registre de Béns Culturals d'Interès Nacional (BCIN) amb la classificació de monuments històrics, els Béns Culturals d'Interès Local (BCIL) de caràcter immoble i la resta de béns arquitectònics integrants del patrimoni cultural català.
| Monument                                            | Protecció   | Estil/època                        | Localització                                                    | Coordenades                                          | Codi?         | Imatge |
| --------------------------------------------------- | ----------- | ---------------------------------- | --------------------------------------------------------------- | ---------------------------------------------------- | ------------- | --- |
| El Castellet, o el Casol                            | BCIN 853-MH |                                    | Folgueroles                                                     | 41° 55′ 50″ N, 2° 20′ 47″ E / 41.930565°N,2.346278°E | IPA-948       | Carregueu una nova foto d'aquest monument |
| Torre Morgadès                                      | BCIN 854-MH | Obra popular XVI                   | Folgueroles                                                     | 41° 56′ 24″ N, 2° 17′ 35″ E / 41.939870°N,2.293177°E | RI-51-0005475 | Torre Morgadès (Folgueroles) · Vegeu més fotos d'aquest monument · Carregueu una nova foto d'aquest monument                                    |
| La Codina                                           | BCIL 2007   | Obra popular XVII, XVIII-XIX       | Folgueroles Camí a Sant Jordi, la Ricardera                     | 41° 56′ 28″ N, 2° 18′ 36″ E / 41.94111°N,2.30993°E   | IPA-22784     | La Codina (Folgueroles) · Vegeu més fotos d'aquest monument · Carregueu una nova foto d'aquest monument                                         |
| El Godayol o Gudiol                                 |             | Obra popular XVII                  | Folgueroles Camí de la Ricardera                                | 41° 56′ 47″ N, 2° 18′ 54″ E / 41.946396°N,2.315059°E | IPA-22785     | Carregueu una nova foto d'aquest monument |
| El Pou                                              |             | Obra popular XVII                  | Folgueroles Vers la Damunt                                      | 41° 56′ 45″ N, 2° 19′ 34″ E / 41.945768°N,2.326147°E | IPA-22786     | Carregueu una nova foto d'aquest monument |
| Puigseslloses                                       |             | Obra popular XVI, XIX              | Folgueroles Ctra. Vic-Roda, km 3, pista de la dreta 3 km        | 41° 56′ 59″ N, 2° 18′ 02″ E / 41.949755°N,2.300579°E | IPA-22787     | Puigseslloses (Folgueroles) · Vegeu més fotos d'aquest monument · Carregueu una nova foto d'aquest monument                                     |
| Capella de Sant Jordi de Puigseslloses              | BCIL 2007   | Obra popular XV                    | Folgueroles Ctra. Vic-Roda, km 3, pista de la dreta 1 km        | 41° 56′ 52″ N, 2° 17′ 47″ E / 41.947816°N,2.296498°E | IPA-22788     | Capella de Sant Jordi de Puigseslloses (Folgueroles) · Vegeu més fotos d'aquest monument · Carregueu una nova foto d'aquest monument            |
| La Roca                                             |             | Obra popular XVIII, XX             | Folgueroles                                                     | 41° 56′ 27″ N, 2° 19′ 29″ E / 41.940964°N,2.324602°E | IPA-22789     | La Roca (Folgueroles) · Vegeu més fotos d'aquest monument · Carregueu una nova foto d'aquest monument                                           |
| Mas d'en Coll o Mas del Coll                        |             | Obra popular XVII                  | Folgueroles Ctra. Vic-Sau, km 7                                 | 41° 56′ 10″ N, 2° 20′ 08″ E / 41.935989°N,2.335596°E | IPA-22790     | Mas d'en Coll (Folgueroles) · Vegeu més fotos d'aquest monument · Carregueu una nova foto d'aquest monument                                     |
| El Gelabert                                         |             | Obra popular XVI, XVIII, XX        | Folgueroles Ctra. Vic-Sau, km 7                                 | 41° 56′ 53″ N, 2° 18′ 14″ E / 41.948145°N,2.303941°E | IPA-22791     | Carregueu una nova foto d'aquest monument |
| Casa Museu Verdaguer                                | BCIL 2007   | Obra popular XVII                  | Folgueroles C. Major, 7                                         | 41° 56′ 19″ N, 2° 19′ 02″ E / 41.938542°N,2.317113°E | IPA-22792     | Casa Museu Verdaguer (Folgueroles) · Vegeu més fotos d'aquest monument · Carregueu una nova foto d'aquest monument                              |
| Palou                                               |             | Obra popular, neoclassicisme XVIII | Folgueroles Sant Jordi de Puigseslloses                         | 41° 57′ 09″ N, 2° 17′ 53″ E / 41.952374°N,2.297935°E | IPA-22794     | Carregueu una nova foto d'aquest monument |
| Casanova de Puigseslloses, Can Pa Negre             |             | Obra popular XIX                   | Folgueroles A 500 m de Sant Jordi                               | 41° 56′ 59″ N, 2° 17′ 20″ E / 41.949618°N,2.289019°E | IPA-22796     | Carregueu una nova foto d'aquest monument |
| Casanova dels Frares                                |             | Obra popular XIX                   | Folgueroles A 500 m a llevant de la Torre de Morgades           | 41° 56′ 23″ N, 2° 17′ 49″ E / 41.939608°N,2.296914°E | IPA-22798     | Casanova dels Frares (Folgueroles) · Vegeu més fotos d'aquest monument · Carregueu una nova foto d'aquest monument                              |
| Església parroquial de Santa Maria de Folgueroles   | BCIL 2007   | Romànic, barroc XI, XVII           | Folgueroles Pl. Verdaguer                                       | 41° 56′ 20″ N, 2° 19′ 10″ E / 41.938888°N,2.319429°E | IPA-22799     | Església parroquial de Santa Maria de Folgueroles (Folgueroles) · Vegeu més fotos d'aquest monument · Carregueu una nova foto d'aquest monument |
| Monòlit de la Font del Desmai                       |             | Obra popular XX Inici              | Folgueroles Damunt de la font del Desmai                        | 41° 56′ 19″ N, 2° 17′ 38″ E / 41.938626°N,2.293957°E | IPA-22800     | Carregueu una nova foto d'aquest monument |
| Pedronet dels Caiguts                               |             | Obra popular XX                    | Folgueroles A la part nord de l'església                        | 41° 56′ 20″ N, 2° 19′ 09″ E / 41.938922°N,2.319292°E | IPA-22801     | Carregueu una nova foto d'aquest monument |
| Ermita de la Damunt                                 | BCIL 2007   | Obra popular XVII                  | Folgueroles Prop de Passavant                                   | 41° 56′ 40″ N, 2° 19′ 23″ E / 41.944464°N,2.323094°E | IPA-22803     | Ermita de la Damunt (Folgueroles) · Vegeu més fotos d'aquest monument · Carregueu una nova foto d'aquest monument                               |
| Pou de Vida                                         |             | Obra popular XVIII                 | Folgueroles Ctra. Vic-Roda, km 3,5 polígon                      | 41° 56′ 41″ N, 2° 17′ 08″ E / 41.944764°N,2.285625°E | IPA-22804     | Carregueu una nova foto d'aquest monument |
| El Pla Llis                                         |             | Obra popular XIX                   | Folgueroles Ctra. Vic - Roda de Ter                             |                                                      | IPA-22805     | Carregueu una nova foto d'aquest monument |
| Can Garbells                                        |             | Obra popular                       | Folgueroles Ctra. del Pantà de Sau                              | 41° 55′ 44″ N, 2° 20′ 11″ E / 41.928959°N,2.336332°E | IPA-22807     | Carregueu una nova foto d'aquest monument |
| El Prat                                             |             | Obra popular XX                    | Folgueroles Sant Jordi de Puigseslloses                         | 41° 57′ 09″ N, 2° 17′ 41″ E / 41.952489°N,2.294697°E | IPA-22809     | Carregueu una nova foto d'aquest monument |
| Monument a Mossèn Cinto Verdaguer                   | BCIL 2007   | Modernisme XX Inici                | Folgueroles Pl. Verdaguer                                       | 41° 56′ 19″ N, 2° 19′ 08″ E / 41.938722°N,2.319020°E | IPA-22810     | Monument a Mossèn Cinto Verdaguer (Folgueroles) · Vegeu més fotos d'aquest monument · Carregueu una nova foto d'aquest monument                 |
| Casa Dachs, Villa Esperanza                         | BCIL 2007   | Historicisme, eclecticisme XIX     | Folgueroles Pl. Verdaguer                                       | 41° 56′ 19″ N, 2° 19′ 07″ E / 41.938594°N,2.318477°E | IPA-22813     | Casa Dachs (Folgueroles) · Vegeu més fotos d'aquest monument · Carregueu una nova foto d'aquest monument                                        |
| Can Tramuntana                                      |             | Obra popular                       | Folgueroles Ctra. N-141, km 6 dreta 1.000 m                     | 41° 55′ 55″ N, 2° 19′ 57″ E / 41.931940°N,2.332441°E | IPA-22814     | Carregueu una nova foto d'aquest monument |
| L'Arumí                                             |             | Obra popular XIX                   | Folgueroles Ctra. N-141, km 6,5 dreta 1.000 m                   | 41° 55′ 57″ N, 2° 20′ 12″ E / 41.932582°N,2.336638°E | IPA-22815     | Carregueu una nova foto d'aquest monument |
| Les Codinoies                                       |             | Obra popular                       | Folgueroles Ctra. N-141, km 5 esquerre                          | 41° 56′ 09″ N, 2° 18′ 48″ E / 41.935934°N,2.313202°E | IPA-22818     | Carregueu una nova foto d'aquest monument |
| Can Torrents del Vi                                 | BCIL 2007   | Obra popular XVII                  | Folgueroles Pl. Verdaguer, 5                                    | 41° 56′ 20″ N, 2° 19′ 08″ E / 41.938799°N,2.318897°E | IPA-22819     | Can Torrents del Vi (Folgueroles) · Vegeu més fotos d'aquest monument · Carregueu una nova foto d'aquest monument                               |
| El Raurell                                          |             | Obra popular XIX                   | Folgueroles Camí ral Vic-Folgueroles                            | 41° 56′ 15″ N, 2° 17′ 21″ E / 41.937491°N,2.289262°E | IPA-22820     | El Raurell (Folgueroles) · Vegeu més fotos d'aquest monument · Carregueu una nova foto d'aquest monument                                        |
| Puigsec                                             |             | Obra popular XVIII                 | Folgueroles Prop de Sant Jordi, a 2 km de Folgueroles           | 41° 57′ 04″ N, 2° 18′ 07″ E / 41.951015°N,2.301898°E | IPA-22821     | Carregueu una nova foto d'aquest monument |
| Teuleria d'en Mascaró                               |             | Obra popular                       | Folgueroles Prop de Sant Jordi, a 2 km de Folgueroles           | 41° 56′ 13″ N, 2° 17′ 18″ E / 41.936837°N,2.288379°E | IPA-22823     | Carregueu una nova foto d'aquest monument |
| Fàbrica Nova, Fàbrica del Molí                      |             | Obra popular XIX                   | Folgueroles Ricardera                                           | 41° 56′ 34″ N, 2° 18′ 39″ E / 41.942868°N,2.310812°E | IPA-22824     | Carregueu una nova foto d'aquest monument |
| Molí de la Codina                                   |             | Obra popular XIX-XX                | Folgueroles                                                     |                                                      | IPA-34850     | Carregueu una nova foto d'aquest monument |
| La Sala                                             |             |                                    | Folgueroles                                                     | 41° 56′ 18″ N, 2° 19′ 10″ E / 41.938418°N,2.319313°E | IPA-35378     | La Sala (Folgueroles) · Vegeu més fotos d'aquest monument · Carregueu una nova foto d'aquest monument                                           |
| Llinda de l'habitatge al carrer Nou, 34             | BCIL 2007   | XVII                               | Folgueroles C. Nou, 34                                          |                                                      | IPA-46557     | Carregueu una nova foto d'aquest monument |
| Llinda de l'habitatge al carrer Major, 43           | BCIL 2007   | XVI-XVIII                          | Folgueroles C. Major, 43                                        | 41° 56′ 19″ N, 2° 19′ 06″ E / 41.938667°N,2.318263°E | IPA-46558     | Llinda de l'habitatge al carrer Major, 43 (Folgueroles) · Vegeu més fotos d'aquest monument · Carregueu una nova foto d'aquest monument         |
| Llinda de l'habitatge al carrer Major, 35           | BCIL 2007   | XVI-XVIII                          | Folgueroles C. Major, 35                                        |                                                      | IPA-46559     | Carregueu una nova foto d'aquest monument |
| Llinda de l'habitatge al carrer Major, 45           | BCIL 2007   | XVI-XVIII                          | Folgueroles C. Major, 45                                        | 41° 56′ 19″ N, 2° 19′ 06″ E / 41.938667°N,2.318263°E | IPA-46560     | Llinda de l'habitatge al carrer Major, 45 (Folgueroles) · Vegeu més fotos d'aquest monument · Carregueu una nova foto d'aquest monument         |
| Llinda de l'habitatge al carrer Sant Jordi, 7       | BCIL 2007   | XVI-XVIII                          | Folgueroles C. Sant Jordi, 7                                    |                                                      | IPA-46561     | Carregueu una nova foto d'aquest monument |
| Llinda de l'habitatge al carrer Major, 42           | BCIL 2007   | XVI-XVIII                          | Folgueroles C. Major, 42                                        |                                                      | IPA-46562     | Carregueu una nova foto d'aquest monument |
| Llinda de l'habitatge al carrer Rambla, 3           | BCIL 2007   | XVI-XVIII                          | Folgueroles C. Rambla, 3                                        |                                                      | IPA-46563     | Carregueu una nova foto d'aquest monument |
| Llinda de l'habitatge al carrer Major, 15           | BCIL 2007   | XVI-XVIII                          | Folgueroles C. Major, 15                                        |                                                      | IPA-46564     | Carregueu una nova foto d'aquest monument |
| Llinda de l'habitatge a la plaça de Cal Rei, 52     | BCIL 2007   | XVI-XVIII                          | Folgueroles Pl. de Cal Rei, 52                                  |                                                      | IPA-46565     | Carregueu una nova foto d'aquest monument |
| Llinda de l'habitatge al carrer Major, 5            | BCIL 2007   | XVI-XVIII                          | Folgueroles C. Major, 5                                         |                                                      | IPA-46566     | Carregueu una nova foto d'aquest monument |
| Llinda de l'habitatge a la plaça de Cal Rei, 56     | BCIL 2007   | XVI-XVIII                          | Folgueroles Pl. de Cal Rei, 56                                  |                                                      | IPA-46567     | Carregueu una nova foto d'aquest monument |
| Llinda de l'habitatge a la plaça de Cal Rei, 60     | BCIL 2007   | XVII                               | Folgueroles Pl. de Cal Rei, 60                                  |                                                      | IPA-46568     | Carregueu una nova foto d'aquest monument |
| Llinda de l'habitatge al carrer de la Ricardera, 15 | BCIL 2007   | XVII                               | Folgueroles C. de la Ricardera, 15                              |                                                      | IPA-46569     | Carregueu una nova foto d'aquest monument |
| Llinda de l'habitatge al carrer de la Ricardera, 27 | BCIL 2007   | XVII                               | Folgueroles C. de la Ricardera, 27                              |                                                      | IPA-46570     | Carregueu una nova foto d'aquest monument |
| Llinda de l'habitatge al carrer de la Ricardera, 9  | BCIL 2007   | XVII                               | Folgueroles C. de la Ricardera, 9                               |                                                      | IPA-46571     | Carregueu una nova foto d'aquest monument |
| Llinda de l'habitatge al carrer de la Ricardera, 32 | BCIL 2007   | XVII                               | Folgueroles C. de la Ricardera, 32                              |                                                      | IPA-46572     | Carregueu una nova foto d'aquest monument |
| Llinda de Cal Turu                                  | BCIL 2007   | XVII                               | Folgueroles C. Major, 40                                        |                                                      | IPA-46573     | Carregueu una nova foto d'aquest monument |
| Llinda de l'habitatge al carrer Bellmunt, 3         | BCIL 2007   | XVII                               | Folgueroles C. Bellmunt, 3                                      |                                                      | IPA-46574     | Carregueu una nova foto d'aquest monument |
| Llinda de l'habitatge a la plaça de Cal Rei, 66     | BCIL 2007   | XVII                               | Folgueroles Pl. de Cal Rei, 66                                  |                                                      | IPA-46575     | Carregueu una nova foto d'aquest monument |
| Rellotge de l'habitatge al carrer Major, 46         | BCIL 2007   | XVI-XVIII                          | Folgueroles C. Major, 46                                        | 41° 56′ 20″ N, 2° 19′ 03″ E / 41.938804°N,2.317461°E | IPA-46576     | Carregueu una nova foto d'aquest monument |
| Ampliació de Casa Verdaguer                         | BCIL 2007   | XVII                               | Folgueroles C. Major, 9                                         | 41° 56′ 18″ N, 2° 19′ 01″ E / 41.93846°N,2.31684°E   | IPA-46577     | Ampliació de Casa Verdaguer (Folgueroles) · Vegeu més fotos d'aquest monument · Carregueu una nova foto d'aquest monument                       |
| Font del Desmai                                     | BCIL 2007   | Obra popular XX                    | Folgueroles Antic camí a Vic, al costat de la Torre de Morgades | 41° 56′ 19″ N, 2° 17′ 38″ E / 41.93863°N,2.29396°E   | IPA-46578     | Carregueu una nova foto d'aquest monument |